# Mykoła Razhonow
Mykoła Iwanowycz Razhonow (ukr. Микола Іванович Разгонов, ur. 16 stycznia 1964) – ukraiński lekkoatleta, sprinter, dwukrotny medalista halowych mistrzostw Europy. W czasie swojej kariery reprezentował Związek Radziecki.

## Kariera sportowa
Zdobył brązowy medal w biegu na 200 metrów na halowych mistrzostwach Europy w 1986 w Madrycie, przegrywając jedynie w Linfirdem Christie z Wielkiej Brytanii i ze swym kolegą z reprezentacji ZSRR Aleksandrem Jewgienjewem. Na następnych halowych mistrzostwach Europy w 1987 w Liévin odpadł w półfinale tej konkurencji. Odpadł w półfinale biegu na 200 metrów na halowych mistrzostwach świata w 1987 w Indianapolis.
Zwyciężył w biegu na 200 metrów na halowych mistrzostwach Europy w 1988 w Budapeszcie, wyprzedzając Nikołaja Antonowa z Bułgarii i Linforda Christie. Odpadł w półfinale na tym dystansie na kolejnych halowych mistrzostwach Europy w 1989 w Hadze.
Był halowym mistrzem ZSRR w biegu na 200 metrów w 1987 i 1988.
Rekordy życiowe Razhonowa:
- bieg na 100 metrów – 10,37 s (16 lipca 1987, Briańsk)
- bieg na 200 metrów – 20,62 s (16 lipca 1986, Kijów)
- bieg na 60 metrów (hala) – 6,63 s 20 lutego 1988, Moskwa)
- bieg na 200 metrów (hala) – 20,62 s (6 marca 1988, Budapeszt)